# Roger Kemland
Roger Kemland (Rijkevorsel, 10 september 1948 – aldaar, 10 oktober 2021) was een Belgisch voetballer, trainer, voetbalbestuurder en politicus.

## Carrière als speler
Kemland begon in 1960 te voetballen bij KFC Zwarte Leeuw. Na drie seizoenen in de jeugdopleiding van de Leeuwen trok Kemland naar KFC Turnhout, waar hij acht jaar in het eerste elftal speelde. Gedurende zijn periode in Turnhout speelde de club in eerste, tweede en derde klasse. De laatste seizoenen als speler bracht Kemland opnieuw door bij Zwarte Leeuw.

## Carrière als trainer en bestuurder
Enkele jaren na zijn voetbalpensioen, in 1979, werd Kemland, na één seizoen bij KVC Oostmalle, assistent-trainer bij KFC Zwarte Leeuw. In 1981 was hij kortstondig interim-trainer na het ontslag van John Van der Waeren, maar daarna werd hij opnieuw assistent-trainer, tot hij in 1986 definitief hoofdtrainer werd. Na twee seizoenen als hoofdcoach gaf hij de functie door aan Eddy Lodewijckx, waarna Kemland voor het eerste maal technisch directeur werd bij Zwarte Leeuw. Hij was daarmee ook de eerste technisch directeur in de clubgeschiedenis. In 1992 verliet Kemland Zwarte Leeuw om voor enkele jaren elders aan de slag te gaan. Zo was hij in de periode 1992-1996 actief bij Lille, Hoogstraten en Poederlee. In 1997 keerde Kemland terug naar het vertrouwde nest om opnieuw hoofdcoach te worden bij de Leeuwen. In 2001 nam hij vervolgens opnieuw zijn bestuursfunctie als technisch directeur (en ondervoorzitter) op. Kemland bleef bij KFC Zwarte Leeuw actief tot aan zijn onverwachts overlijden in 2021.

## Politiek
In 2000 stapte Kemland in de Rijkevorselse gemeentepolitiek. Hij was gedurende twaalf jaar gemeenteraadslid voor sp.a, het huidige Vooruit. Kemland was ook gedurende acht jaar schepen. In 2012 verliet Kemland de politiek.